# Barbudet coronat
El barbudet coronat (Pogoniulus coryphaea) és una espècie d'ocell de la família dels líbids (Lybiidae).

Habita la selva humida a les muntanyes de tres zones separades: les terres altes del sud-est de Nigèria i Camerun, l'oest i sud-oest d'Angola i el nord-est i est de la República Democràtica del Congo, sud-oest d'Uganda i Ruanda.